# Marktschellenberg
Marktschellenberg – gmina targowa w Niemczech, w kraju związkowym Bawaria, w rejencji Górna Bawaria, w regionie Südostoberbayern, w powiecie Berchtesgadener Land. Leży w górach Untersberg, przy granicy z Austrią, około 15 km na wschód od Bad Reichenhall, przy drodze B305.

## Demografia
Dane o ludności z 31 grudnia 2008:
| Opis                                | Ogółem | Ogółem | Kobiety | Kobiety | Mężczyźni | Mężczyźni |
| ----------------------------------- | ------ | ------ | ------- | ------- | --------- | --------- |
| Jednostka                           | osób   | %      | osób    | %       | osób      | %         |
| Populacja                           | 1823   | 100    | 898     | 49,26   | 925       | 50,74     |
| Wiek przedprodukcyjny (0–17 lat)    | 334    | 18,32  | 150     | 8,23    | 184       | 10,09     |
| Wiek produkcyjny (18–65 lat)        | 1138   | 62,42  | 564     | 30,94   | 574       | 31,49     |
| Wiek poprodukcyjny (powyżej 65 lat) | 351    | 19,25  | 184     | 10,09   | 167       | 9,16      |

## Polityka
Wójtem gminy jest Stefan Sunkler, poprzednio urząd ten obejmował Alfons Kandler, rada gminy składa się z 12 osób.
|      | CSU | SPD | FWG | Zieloni | LWG | Razem |
| 2008 | 5   | 1   | 2   | 1       | 3   | 12    |
| 2002 | 6   | 1   | 3   | -       | 2   | 12    |